# Resolutie 756 Veiligheidsraad Verenigde Naties
Resolutie 756 van de Veiligheidsraad van de Verenigde Naties werd op 29 mei 1992 unaniem aangenomen.

## Achtergrond
Na de Jom Kipoeroorlog kwamen Syrië en Israël overeen de wapens neer te leggen. Een waarnemingsmacht van de Verenigde Naties moest op de uitvoer van de twee gesloten akkoorden toezien.

## Inhoud
De Veiligheidsraad:
- heeft beraad over het rapport van de secretaris-generaal over de VN-waarnemingsmacht;
- beslist:
a. de partijen op te roepen onmiddellijk resolutie 338 uit te voeren;
b. het mandaat van de waarnemingsmacht UNDOF met een periode van zes maanden te verlengen, tot 30 november 1992;
c. de secretaris-generaal te vragen om tegen die tijd te rapporteren over de ontwikkelingen en de genomen maatregelen om resolutie 338 uit te voeren.

## Verwante resoluties
- Resolutie 726 Veiligheidsraad Verenigde Naties
- Resolutie 734 Veiligheidsraad Verenigde Naties
- Resolutie 768 Veiligheidsraad Verenigde Naties
- Resolutie 790 Veiligheidsraad Verenigde Naties

Lijst ·  726 ·  727 ·  728 ·  729 ·  730 ·  731 ·  732 ·  733 ·  734 ·  735 ·  736 ·  737 ·  738 ·  739 ·  740 ·  741 ·  742 ·  743 ·  744 ·  745 ·  746 ·  747 ·  748 ·  749 ·  750 ·  751 ·  752 ·  753 ·  754 ·  755 ·  756 ·  757 ·  758 ·  759 ·  760 ·  761 ·  762 ·  763 ·  764 ·  765 ·  766 ·  767 ·  768 ·  769 ·  770 ·  771 ·  772 ·  773 ·  774 ·  775 ·  776 ·  777 ·  778 ·  779 ·  780 ·  781 ·  782 ·  783 ·  784 ·  785 ·  786 ·  787 ·  788 ·  789 ·  790 ·  791 ·  792 ·  793 ·  794 ·  795 ·  796 ·  797 ·  798 ·  799